# Cologania hirta
Cologania hirta är en ärtväxtart som först beskrevs av Martin Martens och Henri Guillaume Galeotti, och fick sitt nu gällande namn av Joseph Nelson Rose. Cologania hirta ingår i släktet Cologania, och familjen ärtväxter. Inga underarter finns listade i Catalogue of Life.